# Agrostis dshungarica
Agrostis dshungarica är en gräsart som först beskrevs av Nikolai Nikolaievich Tzvelev, och fick sitt nu gällande namn av Nikolai Nikolaievich Tzvelev. Agrostis dshungarica ingår i släktet ven, och familjen gräs. Inga underarter finns listade i Catalogue of Life.